# Yeoval
Yeoval – miasto w Australii, w stanie Nowa Południowa Walia.